# Orde van Sint-Johannes van Jeruzalem
De Soevereine Orde van Sint-Johannes van Jeruzalem werd opgericht als een charitatieve organisatie. De vereniging ontving in Nederland de ten tijde van de stichting voor rechtspersonen vereiste Koninklijke goedkeuring. Dat betekent dat de vereniging een rechtspersoon is, echter niet dat de Nederlandse regering de Soevereine Orde van Sint Johannes van Jeruzalem als ridderorde of lichaam in het internationaal recht erkent.

## Geschiedenis
De Soevereine Orde van Sint Johannes van Jeruzalem is een van de pseudo-orden waarvan het bestaan terug te voeren is op de zogenaamde Russische erfcommandeurs. Toen tsaar Paul van Rusland in 1798 beschermheer en grootmeester van de Orde van Malta werd, organiseerde hij in Rusland de Soevereine Militaire Hospitaalorde van Sint-Jan van Jeruzalem en Malta in Rusland, een afdeling van de orde die ook niet-katholieken toeliet. Een aantal Russen kreeg de titel van erfcommandeur, zij schonken een landgoed aan de orde en werden daarop erfcommandeur van datzelfde goed dat nu een commende was. De Russische afdeling van de orde werd na de dood van tsaar Paul weer opgeheven. De 24 commenden werden terug eigendom van de schenker en de orde werd in Rusland in 1817 afgeschaft.
In de 20e eeuw zouden Russische edellieden, nakomelingen van de erfcommandeurs, opnieuw een niet-katholieke afdeling van de Orde van Malta hebben gesticht. De zogeheten verslagen van deze bijeenkomst zijn echter ontmaskerd als vervalsingen, en met welk recht nakomelingen van een erfcommandeur een orde of afdeling van de Orde van Malta zouden hebben kunnen stichten is onduidelijk. De op 1 augustus 1956 gedateerde stichtingsakte spreekt van de Souvereign Order of Saint John of Jerusalem Inc. Deze eucumenische orde wordt wel de "rode orde" met de "rode ridders" genoemd omdat de ridders rode mantels dragen waar die van de echte Orde van Malta en de Johanniters zwart zijn.
De orde is een van de dertig pseudo-orden van Malta die door Guy Stair Sainty in zijn boek over ridderorden worden genoemd. De orde wordt door de Orde van Malta en de vier in de Alliantie van Niederweisel verenigde protestantse Johanniterorden niet erkend.
De orde voert het predicaat "soeverein" te zijn maar is dat in het internationale recht niet. De term "soeverein" wordt door een aantal (pseudo)ridderorden gebruikt, maar alleen de Orde van Malta doet dat met recht. De andere "soevereine" orden zijn pseudo-orden, fantasieën of oplichterij.
Verwarring is ontstaan omdat deze orde, net als andere ridderorden die als pseudo-orden worden beschouwd, in de verbannen koning Peter II van Joegoslavië een fons honorum heeft gevonden.
Internationaal is de orde in het verleden omstreden geraakt.

## Leden
In Nederland waren in 1971 zestien heren lid van de Soevereine Orde van Sint Johannes van Jeruzalem:
- Mr. J. Meynen, oud-minister en oud-voorzitter van de Bilderbergconferentie, vriend van prins Bernhard der Nederlanden;
- Pastoor H.M. van Spanje uit Wassenaar;
- Professor dr. J. Defares uit Leiden;
- Dr. H.B.G. Irmer, directeur Overbeek, te Wassenaar;
- Dr. J. Kannegieter, tandarts te Den Haag;
- Leo den Hollander, architect te Wassenaar;
- Dr. F.L.L.M. Merckelbach, Wassenaar;[11]
- Dr. G.J. Lubbers, directeur van het Emmaziekenhuis te Den Haag;
- J.C.N. Welschen, directeur Erres/Stokvis.
- J.A. Freyters, fabrikant in Brabant.
- J.J. Logman, farmaceut.
- De Russisch-orthodoxe bisschop Dionissios van Rotterdam.
- H. Sijthof, uitgever van Het Financieele Dagblad.
- Generaal-majoor b.d. C.A. Brugma, Den Haag.
- C.J.M. van Loenen, fabrikant.
- De katholieke oud-bisschop Janssen van Rotterdam (erelid)
- De Oud-katholieke aartsbisschop Rinkel van Utrecht (erelid)

Uit niets blijkt dat deze orde in 2014 nog actief was.